# Juhn A. Wada
Juhn Atsushi Wada, né à Sapporo le 28 mars 1924 et mort le 22 avril 2023 à Vancouver, est un neurologue japonais qui a notamment exercé à l'Institut neurologique de Montréal. Il y a développé le test de Wada qui permet de déterminer l'hémisphère cérébral dominant pour le langage.
Ses travaux lui ont valu la médaille d'or du prix Penfield en 1988.